# Hiram Berdan
Hiram Berdan (6 de setembre de 1824 – 31 de març de 1893) va ser un enginyer estatunidenc, inventor i agent militar, tirador mundialment famós i coronel dels famosos Regiments de Voluntaris dels Estats Units durant la Guerra Civil Americana. Va ser l'inventor del fusell Berdan, del pistó Berdan i de moltes altres armes i aparells.

## Primers anys
Berdan va néixer a Phelps, una ciutat petita del comtat d'Ontario, Nova York. Enginyer mecànic a la ciutat de Nova York, havia estat tirador d'elit durant els quinze anys previs a la Guerra Civil. Abans de la guerra va inventar un fusell de repetició i un sistema patentat de bola de mosquetó. També havia desenvolupat la primera màquina comercial d'amalgama d'or per separar l'or de mineral. Va inventar una segadora i una fleca mecànica. Els seus invents li van portar riquesa i fama internacional.

## Guerra civil
A l'estiu i tardor de 1861, va estar implicat en el reclutament de divuit companyies, de vuit estats diferents, que es van convertir en dos regiments de tiradors amb el suport del general Winfield Scott i el president Abraham Lincoln. Berdan va ser nomenat coronel del 1er i 2n regiment de tiradors dels Estats Units el 30 de novembre de 1861. Els seus homes, que havien de passar rigoroses proves de punteria, anaven vestits amb uniformes verds distintius i equipats amb els rifles de llarg abast més avançats, amb mires telescòpiques. Fins i tot quan s'assignaven a una brigada, els regiments solien destinar-se a tasques especials en el camp de batalla. Es van utilitzar freqüentment per a les escaramusses. Berdan va lluitar a les Batalles dels Set Dies i a la Segona Batalla de Bull Run. El setembre del 1862, els seus tiradors van participar en la batalla de Shepherdstown. Berdan va comandar la Segona Brigada, la 3a Divisió, el 3r Cos, l'Exèrcit del Potomac al febrer i al març de 1863, i després va comandar la 3a Brigada a la batalla de Chancellorsville.

### Gettysburg
A la batalla de Gettysburg, els seus dos regiments de tiradors van tenir un paper important en retardar els atacs confederats a Devil's Den i The Peach Orchard. En una fort encontre als boscos de Pitzer a Seminary Ridge, el 1er regiment de tiradors dels Estats Units va detenir l'avanç de la brigada d'Alabama de Cadmus Wilcox. Berdan va assumir el comandament de la brigada de JH Hobart Ward quan aquest es va convertir en comandant en funcions de la divisió (David B. Birney es va convertir en comandant del cos després de ferir a Daniel Sickles) i va liderar la divisió durant la resta de la campanya, així com durant les posteriors campanyes de Bristoe i Mine Run.

## Post-guerra
Berdan va renunciar als seus càrrecs militars el 2 de gener de 1864 i va tornar a la seva carrera com a enginyer i inventor. El 8 de desembre de 1868, el president Andrew Johnson va proposar a Berdan el seu nomenament al grau de General de Brigada de voluntaris, a partir del 13 de març de 1865, per a la Batalla de Chancellorsville, on va dirigir una brigada i el Senat dels EUA va confirmar el càrrec el 16 de febrer de 1869. Encara que el president Johnson també va proposar a Berdan per nomenar-lo General de Divisió de voluntaris pels seus serveis a la Batalla de Gettysburg, on també va dirigir una brigada, el Senat dels EUA no va confirmar el nomenament. Malgrat la manca de confirmació necessària del Senat, moltes fonts es refereixen a Berdan com a general i fins i tot la seva làpida en el Cementiri Nacional d'Arlington indica que era un general.
Va ser considerat per molts com un gran tirador i un gran innovador, però no apte per al comandament al camp de batalla. Berdan posteriorment va inventar nombrosos aparells de guerra, incloent un vaixell de guerra submarí, una xarxa de torpedes per evitar els torpedes, un telèmetre i un fusible de distància per a la metralla.

## Mort
Berdan va morir inesperadament el 31 de març de 1893 i va ser enterrat en el Cementiri nacional d'Arlington.

## En la ficció
El paper de Hiram Berdan va ser interpretat per Kurtwood Smith en les miniseries North and South d'ABC de 1986.
Una pel·lícula de Silver Domino Productions estava basada en Berdan i els seus homes.